# Irrajärvi
Irrajärvi är en sjö i Finland. Den ligger i kommunen Enare i landskapet Lappland, i den norra delen av landet, 900 km norr om huvudstaden Helsingfors. Irrajärvi ligger 312 meter över havet. Omgivningarna runt Irrajärvi är i huvudsak ett öppet busklandskap. Arean är 75,2 hektar och strandlinjen är 5,86 kilometer lång. Sjön  ingår i Pasvik älvs huvudavrinningsområde. 